# 居羅伊馬克
居羅伊馬克是土耳其的城鎮，由比特利斯省負責管轄，距離首府比特利斯30公里，面積650平方公里，海拔高度1,320米，受地中海氣候影響，2011年人口20,906。